# Frank McGee
Frank McGee (4. listopadu 1882, Ottawa, Kanada - 16. září 1916, Courcelette, Francie) byl kanadský hokejista.

## Jednooký střelec
Jednou z kuriozit o tomto hráči je fakt, že hrál s jedním okem (o oko přišel v roce 1900 při charitativním zápase proti týmu Hawkesbury, kde ho nešťastně zasáhl jeden z vysoko letících puků) a i přes svůj handicap dokázal v letech 1903–1906 v 23 zápasech dát 71 gólů a ve 22 zápasech o Stanley Cup dokázal vsítit 63 branek. V roce 1906 vyhrál s Ottawou Federální amatérskou hokejovou ligu, kde dokázal pouze v 6 zápasech dát 17 gólů.
Ve finálové sérii předvedl nejúžasnější kousek v historii zámořského hokeje. V zápase proti Dawson City Klondikers stanovil asi nepřekonatelný rekord NHL, kdy k výhře svého klubu (23:2) přispěl 14 góly.
Frank Patrick se o něm vyjádřil takto: „Měl všechno: rychlost, techniku, střelecké dispozice a nebál se hrát tvrdě.“
Kariéru ukončil již ve 24 letech i přesto dal ve 45 utkáních neuvěřitelných 135 gólů. Nadále však sportoval, stal se amatérským šampiónem v golfu a velice obstojně hrál ragby.

## Vzhled
McGee měřil 167 cm a vážil 63 kg.

## Smrt
Po ukončení aktivní hokejové kariéry bojoval v první světové válce, do které se přihlásil dobrovolně. Byl jednooký, takže neměl v armádě co dělat, jenže McGee to vyřešil takto: při čtení textu si nejdříve zakryl oko, na které neviděl a potom jen přehodil ruce. Doktor nebyl tak hloupý, aby to neodhalil, ale McGeeho nakonec nechal projít. Padl na francouzské frontě.
Byl jako jeden z prvních hráčů uveden do Hokejové síně slávy v roce 1945.